# Análogos quânticos hidrodinâmicos
Os análogos quânticos hidrodinâmicos se referem a fenômenos observados experimentalmente envolvendo gotas de fluido saltando sobre um banho de fluido vibratório que se comportam analogamente a vários sistemas mecânicos quânticos. Uma gota pode saltitar indefinidamente em uma posição estacionária numa superfície de fluido em vibração. Isso é possível devido a uma camada de ar pervasiva que impede a gota de coalescer na interface líquida. Para certas combinações de aceleração da superfície banhada, tamanho de gotícula e frequência de vibração, uma gota quicando deixará de permanecer em uma posição estacionária, mas, ao invés, "caminhará" em um movimento retilíneo em cima do banho de fluido. Verificou-se que os sistemas de gotículas andantes imitam vários fenômenos mecânicos quânticos, incluindo difração de partículas, tunelamento quântico, órbitas quantizadas, Efeito Zeeman e curral quântico.
Além de ser um meio interessante de visualizar fenômenos típicos do mundo da mecânica quântica, as gotículas flutuantes em uma camada de banho vibratória têm analogias interessantes com a teoria das ondas piloto, uma das muitas interpretações da mecânica quântica em seus estágios iniciais de concepção e desenvolvimento. A teoria foi proposta inicialmente por Louis de Broglie em 1927. Isso sugere que todas as partículas em movimento são realmente carregadas sobre um movimento ondulatório, semelhante à maneira como um objeto se move na maré. Nesta teoria, é a evolução da onda portadora que é dada pela equação de Schrödinger. É uma teoria determinística e é totalmente não local. É um exemplo de uma teoria de variáveis ocultas e toda a mecânica quântica não relativística pode ser explicada nessa teoria. A teoria foi abandonada por De Broglie em 1932, deu lugar à interpretação de Copenhague, mas foi revivida por David Bohm em 1952 como teoria de de Broglie-Bohm. A interpretação de Copenhague não usa o conceito de onda portadora ou de que uma partícula se move em caminhos definidos até que uma medição seja feita.

## Física de gotículas saltitantes e ambulantes

### História
Gotas flutuantes em um banho vibratório foram descritas pela primeira vez por Jearl Walker em um artigo de 1978 na Scientific American. Recentemente, em 2005, Yves Couder e seu laboratório foram os primeiros a estudar sistematicamente a dinâmica das gotículas quicando e descobriram a maioria dos análogos da mecânica quântica. John Bush e seu laboratório expandiram o trabalho de Couder e estudaram o sistema em mais detalhes.

### Gota saltitante estacionária
Uma gotícula de fluido pode flutuar ou saltar sobre um banho de fluido em vibração devido à presença de uma camada de ar entre a gota e a superfície do banho. O comportamento da gota depende da aceleração da superfície do banho. Abaixo de uma aceleração crítica, a gota levará saltos sucessivamente menores antes que a camada de ar intermediária eventualmente drene por baixo, causando a coalescência da gota. Acima do limiar de pulo, a camada de ar intermediária reabastece durante cada salto, de modo que a gota nunca toca a superfície do banho. Perto da superfície do banho, a gota experimenta equilíbrio entre forças inerciais, gravidade e uma força de reação devido à interação com a camada de ar acima da superfície do banho. Essa força de reação serve para lançar a gota de volta acima do ar como um trampolim. Molacek e Bush propuseram dois modelos diferentes para a força de reação. O primeiro modela a força de reação como uma mola linear, levando a uma equação de movimento.
Verificou-se que este modelo se ajusta com mais precisão aos dados experimentais.

### Gota ambulante
Para uma pequena faixa de frequências e tamanhos de gotas, uma gotícula de fluido em um banho vibratório pode ser posta a "caminhar" na superfície se a aceleração da superfície for suficientemente alta (mas ainda abaixo da instabilidade de Faraday). Ou seja, a gota não salta simplesmente em uma posição estacionária, mas vagueia em linha reta ou em uma trajetória caótica. Quando uma gotícula interage com a superfície, cria uma onda transitória que se propaga a partir do ponto de impacto. Essas ondas geralmente se deterioram e as forças estabilizadoras impedem a gota de flutuar. No entanto, quando a aceleração da superfície é alta, as ondas transitórias criadas com o impacto não decaem tão rapidamente, deformando a superfície de tal forma que as forças estabilizadoras não são suficientes para manter a gota estacionária. Assim, a gota começa a "andar". Um relato detalhado das forças envolvidas na dinâmica das gotas ambulantes é encontrada nas referências.

## Fenômenos quânticos em escala macroscópica
Verificou-se que uma gota ambulante em um banho de fluido vibratório se comporta analogamente a vários sistemas mecânicos quânticos, como difração de partículas, tunelamento quântico, órbitas quantizadas, efeito Zeeman e curral quântico.

### Difração de fenda simples e dupla
Sabe-se desde o início do século XIX que, quando a luz brilha através de uma ou duas pequenas fendas, um padrão de difração é mostrado em uma tela distante das fendas. A luz se comporta como uma onda e interfere consigo mesma através das fendas, criando um padrão de intensidade alta e baixa alternada. Os elétrons individuais também exibem um comportamento semelhante a uma onda como resultado da dualidade onda-partícula. Quando elétrons são disparados através de pequenas fendas, a probabilidade de o elétron atingir a tela em um ponto específico também mostra um padrão de interferência.
Em 2006, Couder e Fort demonstraram que as gotículas que passam por uma ou duas fendas exibem um comportamento de interferência semelhante. Eles usaram um banho de fluido vibratório em forma de quadrado com profundidade constante (além das paredes). As “paredes” eram regiões de profundidade muito mais baixa, onde as gotículas seriam paradas ou refletidas. Quando as gotículas eram colocadas no mesmo local inicial, elas passavam pelas fendas e eram espalhadas, aparentemente aleatoriamente. No entanto, ao traçar um histograma das gotículas com base no ângulo de dispersão, os pesquisadores descobriram que o ângulo de dispersão não era aleatório, mas as gotículas tinham direções preferidas que seguiam o mesmo padrão da luz ou dos elétrons. Dessa maneira, a gota pode imitar o comportamento de uma partícula quântica à medida que passa pela fenda.
Apesar dessa pesquisa, em 2015, três equipes: o grupo de Bohr e Andersen na Dinamarca, o time de Bush no MIT e uma equipe liderada pelo físico quântico Herman Batelaan da Universidade de Nebraska começaram a repetir o experimento de fenda dupla de gotícula saltitante de Couder e Fort. Tendo suas configurações experimentais aperfeiçoadas, nenhuma das equipes viu o padrão de interferência relatado por Couder e Fort. Gotas atravessaram as fendas em linhas quase retas, e nenhuma faixa apareceu.

### Tunelamento quântico
O tunelamento quântico é o fenômeno da mecânica quântica em que uma partícula quântica passa através de uma barreira potencial. Na mecânica clássica, uma partícula clássica não poderia passar através de uma barreira potencial se a partícula não tiver energia suficiente; portanto, o efeito do tunelamento é limitado ao domínio quântico. Por exemplo, uma bola rolando não chegaria ao topo de uma colina íngreme sem energia adequada. No entanto, uma partícula quântica, agindo como uma onda, pode sofrer reflexão e transmissão em uma barreira potencial. Isso pode ser mostrado como uma solução para a Equação de Schrödinger dependente do tempo. Existe uma probabilidade finita, mas geralmente pequena, de encontrar o elétron em um local além da barreira. Essa probabilidade diminui exponencialmente com o aumento da largura da barreira.
A analogia macroscópica usando gotículas de fluido foi demonstrada pela primeira vez em 2009. Os pesquisadores montaram um banho de vibração quadrado cercado por paredes em seu perímetro. Essas “paredes” eram regiões de menor profundidade, onde uma gota ambulante pode ser refletida. Quando as gotas ambulantes podiam circular no domínio, elas geralmente se refletiam nas barreiras. No entanto, surpreendentemente, às vezes a gota ambulante passava pela barreira, semelhante a uma partícula quântica em túnel. De fato, a probabilidade de cruzamento também diminuiu exponencialmente com o aumento da largura da barreira, exatamente análogo a uma partícula quântica de tunelamento.

### Órbitas quantizadas
Quando duas partículas atômicas interagem e formam um estado vinculado, como o átomo de hidrogênio, o espectro de energia é discreto. Ou seja, os níveis de energia do estado ligado não são contínuos e existem apenas em quantidades discretas, formando “órbitas quantizadas”. No caso de um átomo de hidrogênio, as órbitas quantizadas são caracterizadas por orbitais atômicos, cujas formas são funções de de números quânticos discretos.
No nível macroscópico, duas gotículas de fluido móvel podem interagir em uma superfície vibratória. Verificou-se que as gotículas orbitariam umas às outras em uma configuração estável com uma distância fixa separada. As distâncias estáveis vieram em valores discretos. As gotículas orbitais estáveis representam analogamente um estado ligado no sistema mecânico quântico. Os valores discretos da distância entre as gotas também são análogos aos níveis discretos de energia.

### Efeito Zeeman
Quando um campo magnético externo é aplicado a um átomo de hidrogênio, por exemplo, os níveis de energia são alterados para valores ligeiramente acima ou abaixo do nível original. A direção da mudança depende do sinal do componente z do momento angular total. Esse fenômeno é conhecido como Efeito Zeeman.
No contexto de gotículas que andam, um Efeito Zeeman análogo pode ser demonstrado pela observação de gotículas em órbita em um banho de fluido vibratório. O banho também é rotacionado a uma velocidade angular constante. No banho rotativo, a distância de equilíbrio entre as gotas muda um pouco mais longe ou mais perto. A direção da mudança depende se as gotas orbitais giram na mesma direção que o banho ou em direções opostas. A analogia com o efeito quântico é clara. A rotação do banho é análoga a um campo magnético aplicado externamente, e a distância entre gotículas é análoga aos níveis de energia. A distância muda sob uma rotação de banho aplicada, assim como os níveis de energia mudam sob um campo magnético aplicado.

### Curral quântico
Os pesquisadores descobriram que uma gota ambulante colocada em um banho circular não vagueia aleatoriamente, mas existem locais específicos nos quais a gota é mais provável de ser encontrada. Especificamente, a probabilidade de encontrar a gota ambulante em função da distância do centro não é uniforme e existem vários picos de maior probabilidade. Essa distribuição de probabilidade imita a de um elétron confinado a um curral quântico.